# Ramal A10 del Ferrocarril Belgrano
El Ramal A10 pertenece al Ferrocarril General Belgrano, Argentina.

## Ubicación
Se halla en las provincias de San Juan y Mendoza. Atraviesa los departamentos Caucete y Veinticinco de Mayo en San Juan, y los departamentos Lavalle, San Martín y Guaymallén.

## Características
Es un ramal de la red de vía estrecha del Ferrocarril General Belgrano, cuya extensión es de 186 km entre las cabeceras Pie de Palo y Mendoza.

## Historia
El ramal fue construido a finales del siglo XIX por el Ferrocarril Central Norte Argentino.

## Servicios
En épocas de Ferrocarriles Argentinos, por sus vías corrían trenes de carga y de pasajeros hacia las provincias de La Rioja y Córdoba.